# Špansko

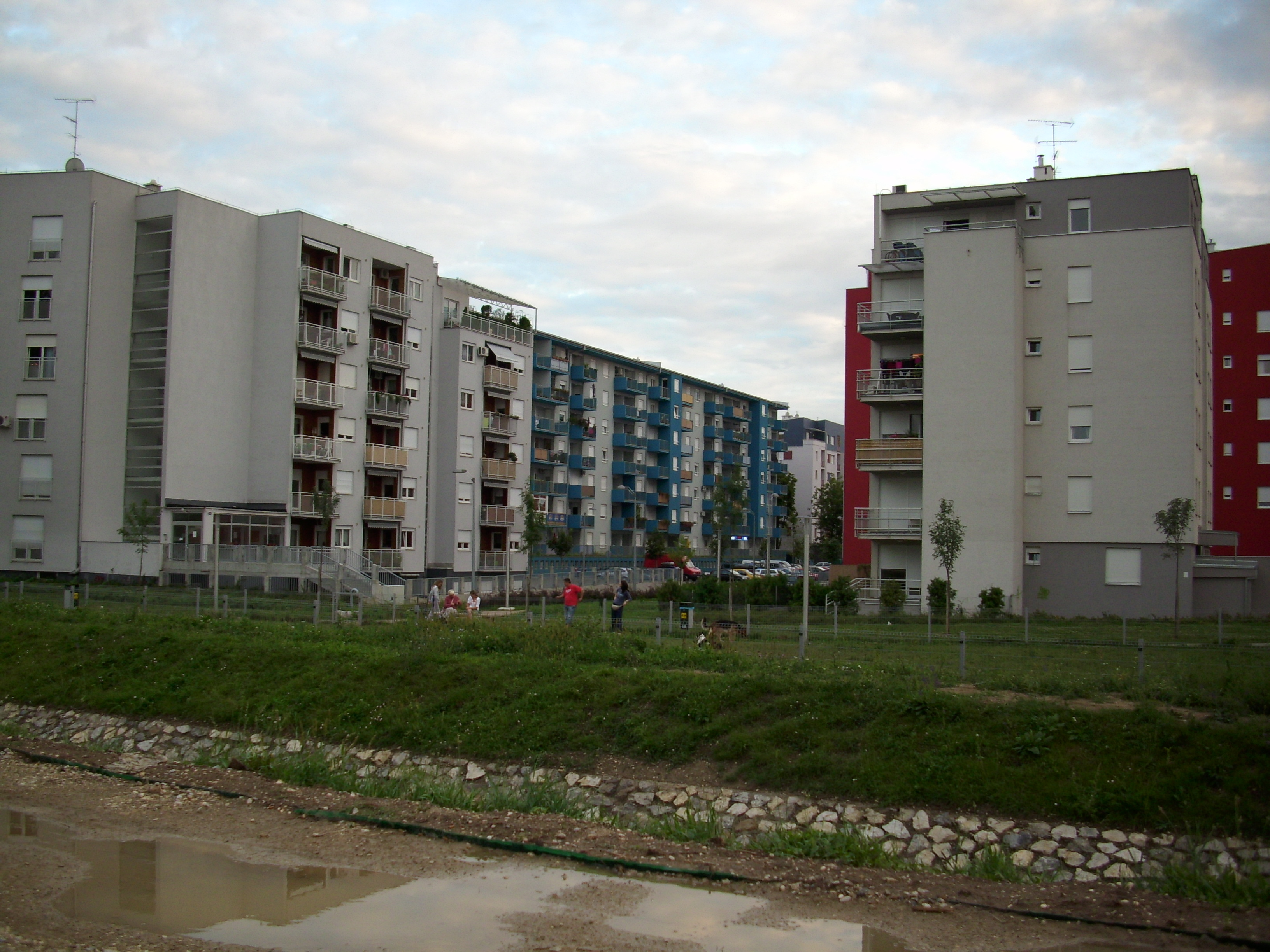
Špansko

Špansko ist ein Stadtviertel im westlichen Teil der kroatischen Hauptstadt Zagreb. Im Jahr 2011 hatte Špansko 24.241 Einwohner.
Špansko ist aufgeteilt in Špansko-jug (Špansko Süd) und Špansko-sjever (Špansko Nord).
In Špansko gibt es zwei römisch-katholische Pfarrkirchen (Seligen Ivan Merz und Gesegnete Schmerzensmutter) und drei Grundschulen: die Ante-Kovačić-, die Tituš-Brezovački- und die Špansko-Oranice-Grundschule.
Es handelt sich um das größte Stadtviertel von Zagreb, und die Ante-Kovačić-Schule ist die Grundschule mit den meisten Schülern in Zagreb.
Der Name "Špansko" kommt vom kroatischem Wort "špan" (der Steuereinnehmer; Špansko ist "Steuergebiet"). Es wurde zum ersten Mal im Jahre 1598 erwähnt, früher wie Toponym Lonka (1242).

## Sport
- NK Špansko, Fußballverein

Bekannte Sportler aus Špansko sind die Handballspieler Klaudija Bubalo und Vedran Zrnić (sie besuchten die Ante-Kovačić-Grundschule).